# 竹內宏氣
竹内宏氣（日语：／ Takeuchi Hiroki，1993年1月29日—），日本男子羽毛球運動員。大阪府出生，畢業於八尾大正中学校及埼玉栄高校，其後加入NTT東日本株式會社羽毛球部，隸屬於南關東辦事處營業部（千葉）。在2016年3月退役。

## 簡歷
2013年3月，竹内宏氣與小松崎佑也合作打進波蘭公開賽男雙決賽，最終以1比2（19-21、24-22、17-21）不敵波蘭組合，屈居亞軍。

## 主要比賽成績
只列出曾進入準決賽的國際賽事成績：
| 年份   | 賽事                 | 公開賽級別 | 項目     | 拍檔       | 成績   |
| ------ | -------------------- | ---------- | -------- | ---------- | ------ |
| 2013年 | 波蘭羽毛球公開賽     | 國際挑戰賽 | 男子雙打 | 小松崎佑也 | 亞軍   |
| 2014年 | 大阪羽毛球國際挑戰賽 | 國際挑戰賽 | 男子雙打 | 小松崎佑也 | 準決賽 |
| 2023年 | 瑞典羽毛球公開賽     | 國際系列賽 | 混合雙打 | 川添麻依子 | 準決賽 |

| 2007-2017年 | 首要超級賽 | 超級賽 | 黃金大獎賽 | 大獎賽 | 國際挑戰賽 | 國際系列賽 | 未來系列賽 | 其他 |